# کاسینا
کاسینا (به ایتالیایی: Casina) یک کومونه در ایتالیا است که در استان رجو امیلیا واقع شده‌است.

## خصوصیات
کاسینا ۶۳٫۷ کیلومترمربع مساحت و ۴٬۵۰۱ نفر جمعیت دارد و ۵۷۴ متر بالاتر از سطح دریا واقع شده‌است.

## خواهرخوانده
شهر فریتزلار خواهرخواندهٔ کاسینا هست.